# Harada Sanosuke
 (août 2009).
Si vous disposez d'ouvrages ou d'articles de référence ou si vous connaissez des sites web de qualité traitant du thème abordé ici, merci de compléter l'article en donnant les références utiles à sa vérifiabilité et en les liant à la section « Notes et références ».
Harada Sanosuke (原田 左之助) était le capitaine de la 10e division du Shinsen Gumi, le plus puissant des groupes de samouraïs qui, sous les ordres du shogun Tokugawa, devait maintenir l'ordre à Kyoto durant le Bakumatsu, à la fin de l'ère Edo (1860-1868).
Adepte de combats en tous genres, Sanosuke était avant tout un bagarreur avec un sens inné de l’honneur. Avant de rejoindre le Shinsen Gumi sous les ordres de Kondo Isami, il était domestique au service de bushi d'une grande cruauté qui ne lui donnaient que le strict minimum pour vivre. On raconte que ce statut modeste lui aurait parfois donné un côté faible. Bien que maitrisant le katana (sabre), son arme favorite était la naginata (lance). Légèrement naïf, il aurait épousé une prostituée car il croyait que « lorsque l’on dort avec une fille on se doit de l’épouser ! ».
Il a décidé de rejoindre le shogitai après la défaite totale du Shinsen Gumi à la bataille de Toba-Fushimi. Cependant, ce corps militaire fut presque entièrement décimé pendant la bataille d'Ueno. Sanosuke fut un des rares survivants. Dégoûté du Japon, il partit pour la Chine où il finit sa vie en tant que bandit. Il existe cependant de nombreuses rumeurs concernant la fin de sa vie.